# سید ضیاء هاشمی (تهیه‌کننده)
سید ضیاء هاشمی (زاده ۱۳۳۷ در تهران) تهیه‌کننده سینما اهل ایران است.

## مسئولیت‌ها
- مدیریت سینماهای تحت پوشش حوزه هنری
- تأسیس مؤسسه مهاب فیلم
- تأسیس مؤسسه پخش و تبلیغات سینمایی تحت پوشش سازمان توسعه سینمایی سوره
- تأسیس شورای پخش فیلم در مجمع تهیه‌کنندگان فیلم ایران
- عضویت در شورای مرکزی مجمع تهیه‌کنندگان فیلم ایران
- رياست جامعه صنفى تهيه كنندگان سينماى ايران
- عضو شوراى پروانه ساخت فيلم سينمايى وزارت فرهنگ

## فیلم‌شناسی
- موافقت اصولی (۱۳۹۸)
- آینده (۱۳۹۷)
- امیر (۱۳۹۶)
- زمهریر (۱۳۸۸)
- پرونده هاوانا (۱۳۸۴)
- اعتراض (۱۳۷۸)
- شوکران (۱۳۷۷)
- روز شیطان (۱۳۷۳)
- روز فرشته (۱۳۷۲)
- عروس (۱۳۶۹)